# Jadowniki (województwo świętokrzyskie)
Jadowniki – wieś w Polsce, położona w województwie świętokrzyskim, w powiecie starachowickim, w gminie Pawłów.
W latach 1975–1998 miejscowość administracyjnie należała do województwa kieleckiego.
Przez miejscowość przebiega droga wojewódzka nr 752.

## Części wsi
| SIMC    | Nazwa             | Rodzaj    |
| ------- | ----------------- | --------- |
| 0260340 | Działki           | część wsi |
| 0260356 | Jadowniki Dolne   | część wsi |
| 0260362 | Jadowniki Górne   | część wsi |
| 0260379 | Kolonia Jadowniki | część wsi |
| 0260385 | Nowa Wieś         | część wsi |
| 0260391 | Wygon             | część wsi |
| 0260400 | Zamaje            | część wsi |

## Historia
W średniowieczu wieś ta należała  do klasztoru miechowskiego. (Jan Długosz Liber beneficiorum. T.III, 18).

W wieku XIX opisane były Jadowniki jako wieś i folwark, majorat w powiecie iłżeckim, gminie Tarczek, parafii Świętomarz.
Podług spisu z 1827 r. było tu 24 domów, 149 mieszkańców.

Podług spisu z roku 1882 było we wsi 46 domów, 270 mieszkańców, 347 mórg ziemi dworskiej i 606 mórg włościańskiej.

## Pochodzą z Jadownik
W Jadownikach urodził się Władysław Pożoga, w czasach PRL wiceminister spraw wewnętrznych, szef wywiadu i kontrwywiadu.